# Madame Arthur (transformista)
Modesto Mangas Mateos (Villavieja de Yeltes, Salamanca, 1923-Barcelona, 1999), conocido artísticamente como Madame Arthur, fue un transformista y artista de cabaret español.
Se trató de uno de los primeros artistas transformistas de la España franquista, tras el fin de la escena del cabaret de los años veinte y treinta. Como tal, influyó en toda una generación de artistas, especialmente en figuras vinculadas al Barcelona de Noche y el Gay Club como Pierrot y Ángel Pavlovsky.

## Biografía

### Inicios y años cuarenta
Modesto pasó su infancia entre las localidades salmantinas de Villavieja de Yeltes, Lumbrales, Cipérez y finalmente Salamanca. A los catorce años comenzó a actuar como imitador de estrellas en un café cantante de Salamanca con el nombre de Modesto de la Alhambra. Posteriormente se mudó a Madrid junto a Santos Matías, "La Penalty", y allí comenzaron a trabajar como chicos de conjunto para espectáculos de Celia Gámez como Las Leandras. Ese fue su primer contacto con el mundo de la noche y de la homosexualidad de los años cuarenta, del que Modesto tuvo que distanciarse para hacer el servicio militar obligatorio.
Al acabar la mili, Modesto emigró y actuó en cabarets en París (en Maxim's, el Carrol o Le Carrousel, donde entró en contacto con figuras como Coccinelle) y Berlín (en el Genoux). Hacia 1950 regresó a España, pero la enfermedad de su madre y su deseo de alejarse del mundo de la noche le mantuvieron alejado de los escenarios durante siete años. En esa etapa trabajó como ayuda de cámara de una familia adinerada de Barcelona.

### Regreso y fama
A inicios de los años sesenta comenzó a actuar como showman en el cabaret Gambrinus de Barcelona con el nombre de La Tula, que después cambiaría por Madame Arthur. Hacia 1969 el Gambrinus comenzó a hacer los primeros espectáculos de transformismo con artistas como Madame Arthur (anteriormente podían salir vestidos de forma femenina, pero no plenamente de mujer), y pronto comenzaron a incorporar a figuras de Le Carrousel parisino como Coccinelle o Dolly Van Doll. En esta etapa la fama de Madame Arthur se disparó, y en 1972, tras el cierre del Gambrinus, se convirtió en una de las estrellas del Barcelona de Noche (donde actuó como Míster Arthur).
Su transformismo se caracterizó por el juego con el equívoco entre lo femenino y lo masculino, combinando elaborados tocados y vestidos de elaboración propia, maquillaje y una voz grave y ronca y elementos masculinos, además de un humor ácido. En el Barcelona de Noche estrenó junto a Dolly Van Doll los espectáculos Noches de Otoño (también con Paco España), Delirio de estrellas (1973), Loco, loco cabaret (1974) y Azulísimo (1975). Otros de sus espectáculos fueron Draculina, El arte por los suelos o Gipilandia.
Tras cinco años en el Barcelona de Noche comenzó a actuar para la primera compañía ambulante de transformismo y travestismo, la Compañía Incógnito de Luis Perea. Con ella actuó en Alicante, Valencia, Palma y la sala Rialto de Barcelona, junto a Angie von Pritt, Pierrot o Pirondello. Ante la creciente popularidad de la escena en el contexto de la Transición, fue entrevistada en revistas como Lib y Party, que destacaban su estatus de "mito viviente" dentro del género.

### Últimos años
En 1981 regresó al Barcelona de Noche con el espectáculo Locas de amor, que encabezaba Pirondello. Al año siguiente actuó durante una temporada en la sala Ciro's junto a la vedette África Ríos, y a partir de entonces alternaría entre ambas salas. En el primero estrenaría E.L.L.A.S. (1983) con Ana Lupez y actuaría por última vez en 1985. Ese año actuó también en el Teatro Victoria con En el Paralelo, y en 1987 se despidió de los escenarios con Mariconerías mías (en Ciro's). Durante sus últimos años apareció esporádicamente en homenajes a figuras como Coccinelle o Lina Morgan, y tuvo que hacer frente a una ínfima pensión gracias a la ayuda de amigos hasta su fallecimiento en 1999.
Durante sus años en el Gambrinus, había sido detenido por las autoridades franquistas por escándalo público, y pasó tres meses en el penal de Burgos.

## Legado
Madame Arthur protagoniza un capítulo del libro Memorias Trans (2009), de Pierrot. Ese texto fue la base para el guion del documental Madame Arthur (2011), del director catalán Eduardo Gión. Este contaba con testimonios de su pueblo y de la Barcelona de los setenta y ochenta, y en 2016 fue editado en DVD con materiales adicionales y actuaciones inéditas.

## Obra

### Cine
- Totò di notte n. 1 (Mario Amendola, 1962).
- Interior roig (Eugeni Anglada, 1983).
- Madame Arthur (Eduardo Gión, 2011).

### Televisión
- La tarde de verano (TVE, 1983).

### Espectáculos (selección)
- Noches de Otoño (1973).
- Delirio de estrellas (1973).
- Loco, loco cabaret (1974).
- Azulísimo (1975).
- Draculina.
- El arte por los suelos.
- Locas de amor (1981).
- E.L.L.A.S. (1983)
- En el Paralelo (1985).
- Mariconerías mías (1987).

## Premio
- Medalla al Mérito en el Trabajo.[2]